# Ireneusz Pawlik
Ireneusz Pawlik (ur. 1958 w Prudniku) – polski dziennikarz, laureat Złotego Pióra (nagrody Klubu Dziennikarzy Sportowych) z 1986, wówczas najmłodszy w historii.

## Biografia zawodowa
Absolwent dziennikarstwa na Uniwersytecie Jagiellońskim (praca magisterska o tygodniku „itd” obroniona u prof. Walerego Pisarka). Dziennikarz „Tempa”, „Supertempa”, portalu internetowego Arena.pl i witryny internetowej tygodnika „Wprost”, „Gazety Krakowskiej” i miesięcznika „Sądeczanin”. Publikował także m.in. w „Życiu Literackim”, „Przekroju”, „Wprost”, „Sukcesie”, „Rzeczpospolitej”, „Playboyu”, „Filmie” i „Polityce”.

## Twórczość
- Jerzy Pawłowski – szpieg w masce (1993)
- Gest Kozakiewicza (1994)
- Popiersie, czyli pomnik biustu (2009)
- Pocałunek: czułość i rozkosz (2011)
- Parada blagierów. Najsłynniejsze mistyfikacje (2011)
- Alfabet Władysława Komara: sportowcy, artyści, prominenci (współautor) (1991).